# ولي عهد أبو ظبي
ولي عهد أبوظبي هو ثاني منصب في إمارة أبوظبي بعد حاكم الإمارة وهو من يخلف حاكم أبوظبي في حال وفاته أو شغور منصبه لأي سبب من الأسباب. ولي عهد أبوظبي حالياً هو سمو الشيخ خالد بن محمد بن زايد آل نهيان منذ 29 مارس 2023.

## القائمة
| الاسم                               | الصورة | فترة تولي المنصب | فترة تولي المنصب |
| ----------------------------------- | ------ | ---------------- | ---------------- |
| الشيخ خليفة بن زايد آل نهيان        |        | 1 فبراير 1969    | 2 نوفمبر 2004    |
| الشيخ محمد بن زايد آل نهيان         |        | 2 نوفمبر 2004    | 13 مايو 2022     |
| الشيخ خالد بن محمد بن زايد آل نهيان |        | 29 مارس 2023     | حتى الآن         |